# 종명 (동물학)
동물명명법에서 종명(specific name)은 종의 이름(이명)의 두 번째 부분, 즉 종소명을 가리킨다. 종의 이름의 첫 번째 부분은 속명(generic name)이다. 새로운 종의 이름(species name)의 결정을 지배하는 규칙과 규제에 대해서는 종 서술(:en:species description)문서에 설명되어있다.
예시
사람의 학명이자 종명은 Homo sapiens이며, 두 개의 이름으로 구성되어있다: Homo는 "속명", sapiens는 "종명"이다.

## 종의 이름의 문법
문법적으로 이명(그리고 삼명)은 원래 어느 언어에서 따왔든지 관계 없이 라틴어 구처럼 다루어야 한다. (이 덕에 영미권에서는 올바른 표현인 "학명"대신 "라틴명"이라는 표현이 쓰이기도 하는 것 같다.) 문법적으로(라틴어 문법을 사용하여), 종명은 반드시 어떤 관례를 준수하여야 한다. 종명은 다음과 같이 형성된다:
- 속명과 동격인 명사는 속을 가리키는 단어와 종을 가리키는 단어의 성을 반드시 맞춰줄 필요는 없다. 명사가 동격인 종명은 때때로 해당 생명체의 라틴어, 고대 그리스어로 된 일반명이거나, 해당 생명체가 닮은 다른 생명체의 종명, 속명이다. 예를 들어 사자의 학명 Panthera leo 가 있다.
- 속격의 명사 (i.e. ~에 속하는).
  - 이는 기생충의 경우에서는 흔하다: Xenos vesparum ("말벌 침략자").
  - 사람과 장소의 명칭이 되는 적절한 명사는 속격에 흔히 쓰인다. 예를 들어 "찰룸나강의 라티메리아"를 의미하는 실러캔스의 이름 Latimeria chalumnae 은 실러캔스가 최초로 발견된 인도양의 찰룸나강(:en:Chalumna River)의 어귀 근처의 지역을 가리킨다. i.e. 해당 종의 모식지
- 형용사는 속의 격(case)과 성(gender)을 맞춰야 한다: Felis silvestris ("숲 고양이")

## 식물학과의 차이점
식물명명법(:en:botanical nomenclature)에서, "이름(name)"은 언제나 전체 이름을 의미하며, 동물명명법(:en:zoological nomenclature)에서는 두 개로 이루어진 이름 중 어느 쪽이든 가리킬 수 있다. 따라서 Hedera helix는 종의 이름이다; Hedera는 속의 이름이다; 하지만 helix는 종의 별칭이지, 종명이 아니다.